# Leif Marklund
Leif Herbert Marklund, född 2 mars 1943 i Hortlax församling i Norrbottens län, död 11 augusti 2020 i Norrfjärdens distrikt i Piteå, var en svensk socialdemokratisk politiker, som mellan 1985 och 1998 var riksdagsledamot för Norrbottens läns valkrets.